# サンシャインワーフ神戸

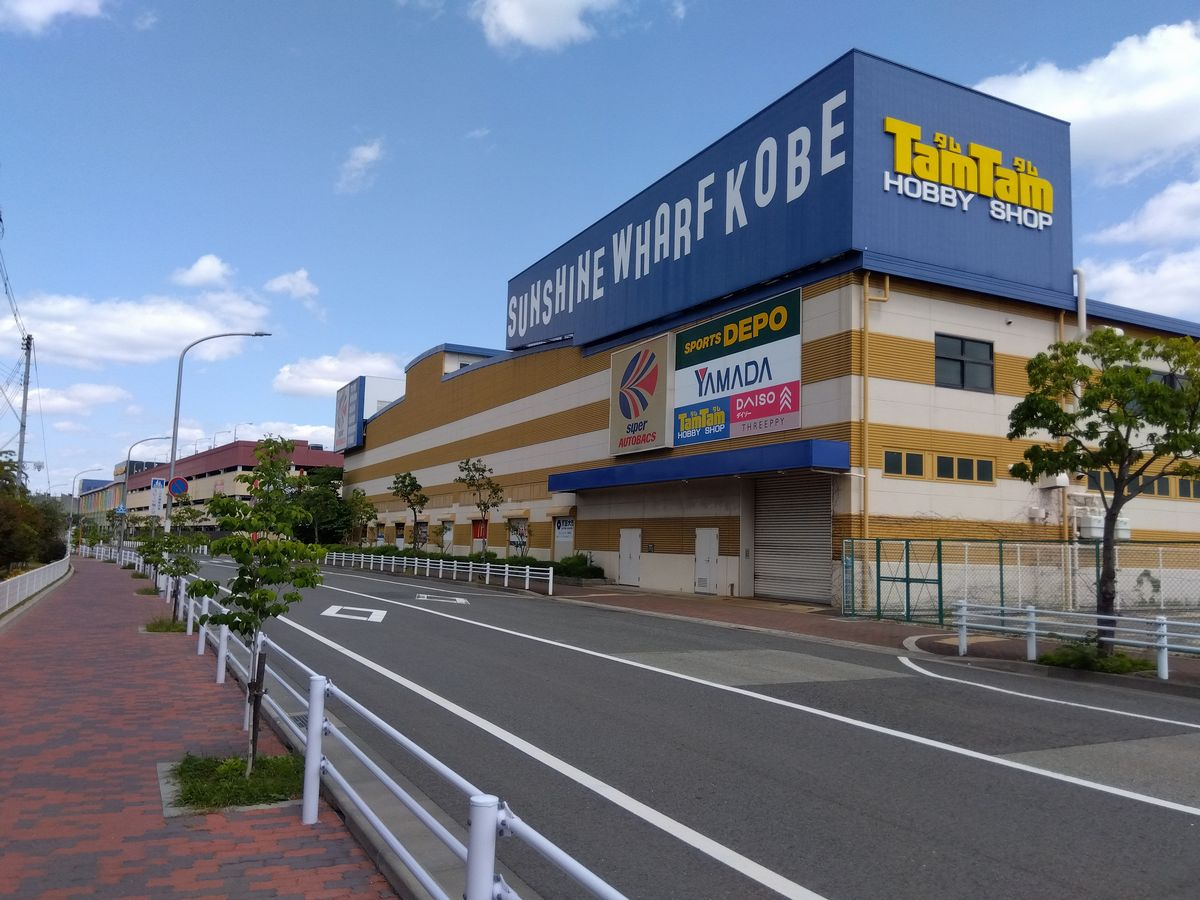
サンシャインワーフ神戸（2025年）

サンシャインワーフ神戸（サンシャインワーフこうべ）は、兵庫県神戸市東灘区青木にあるショッピングセンター。

## 概要
2000年に東神戸フェリーセンターの跡地に建てられたショッピング施設であり、時々イベント等も行われる。1999年3月に加藤汽船が新港地区に移転し、5月から集客施設・物流施設の整備を条件に跡地活用を公募しオートバックスセブンの開発に決定、2030年2月14日まで定期借地権契約を行い公園エリア「サンシャインガーデン」と2階デッキを中心としたオープンモール形式とし、A棟「ウエストゾーン」、B棟「セントラルゾーン」・C棟「イーストゾーン」を整備した。2000年11月9日に和光電気などが入居するイーストゾーン、17日に専門店17店が入居するセントラルゾーン、23日にスーパーオートバックスが入居するウエストゾーンが開業し全面開業となった。

## 店舗
2024年1月現在16店舗が営業している。

### 1F
ウエストゾーン
- スーパーオートバックス（自動車用品）

セントラルゾーン
- スポーツデポ（スポーツ用品）
- アクトス（スポーツクラブ）
- 買取大吉（買取専門店）

イーストゾーン
- びっくりドンキー（ハンバーグレストラン）
- サイクルベースあさひ（自転車）
- サンディ（ディスカウントスーパー）

### 2F
ウエストゾーン
- スーパーオートバックス

セントラルゾーン
- ジャザサイズスタジオ（フィットネスジム）
- Peace5（子供服）
- Motorimoda（モーターファッション）
- マクドナルド（ハンバーガー）
- クー&リク（ペットショップ）
- ダイソー（100円ショップ）
- 焼肉勝っちゃん（焼肉）
- TamTam（玩具）
- ラクゼ（マッサージ）

イーストゾーン
- ヤマダ電機（家電製品）

## サンシャインガーデン

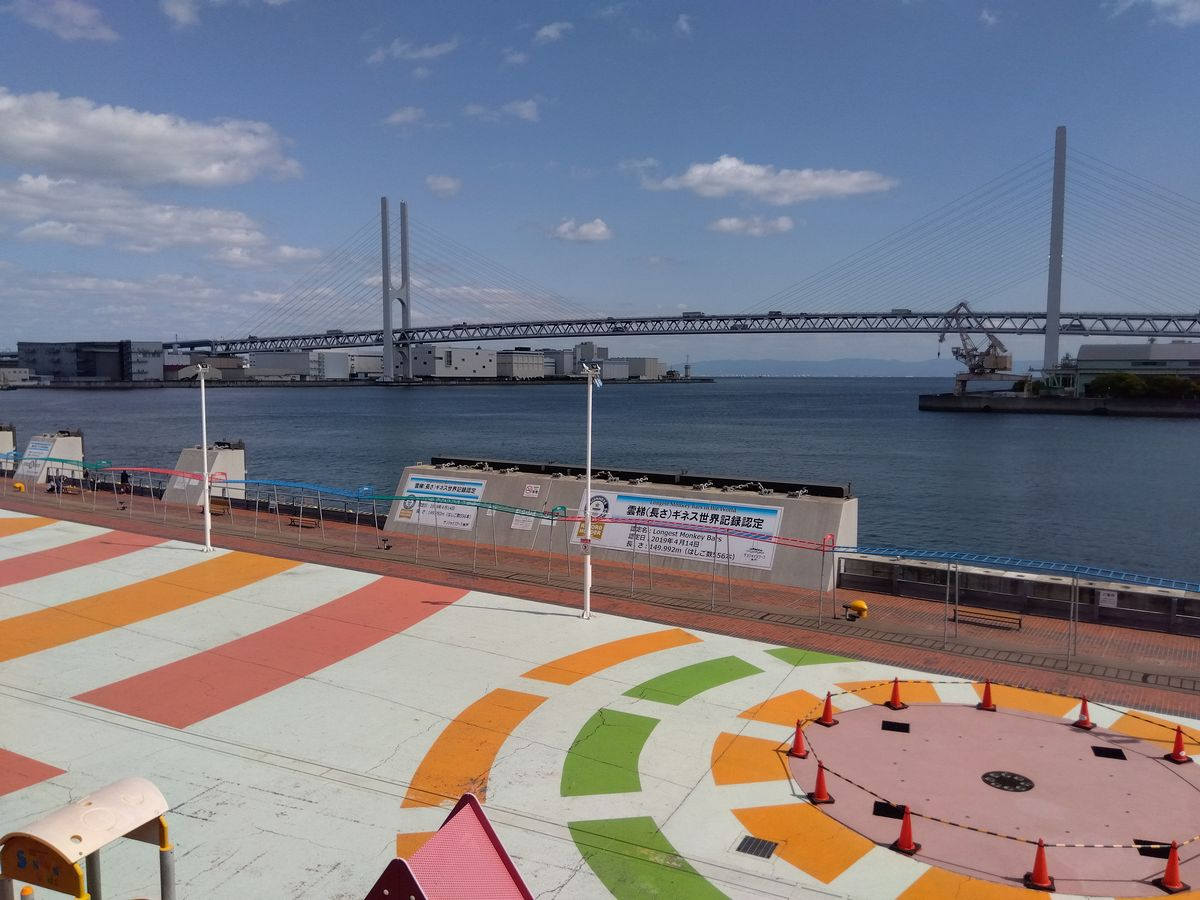
サンシャインガーデンと「世界一長い雲梯」。対面に見えるのは東神戸大橋（阪神高速5号湾岸線）。

店舗棟の南側にある広場「サンシャインガーデン」には、長さ149.992メートル、ハシゴの数556本で、世界で一番長い雲梯としてギネス世界記録にも掲載されている雲梯がある。計画では150メートルを目指したが、計測が12月と冷え込んでいたために8ミリメートル縮んだ。

## 最寄
- 阪神高速道路

## 交通アクセス
- 阪神本線青木駅から徒歩10分[6]
- JR神戸線摂津本山駅から徒歩15分[6][7][8]